# Txernomorski (Saràtov)
|  | Per a altres significats, vegeu «Txernomorski». |

Txernomorski (en rus: Черноморский) és un poble (un possiólok) de l'óblast de Saràtov, a Rússia, segons el cens del 2010 tenia 10 habitants. Pertany al districte municipal de Voskressénskoie.